# DFS Classic 2004
Il DFS Classic 2004  è stato un torneo di tennis giocato sull'erba.
È stata la 23ª edizione del DFS Classic, che fa parte della categoria Tier III nell'ambito del WTA Tour 2004.
Si è giocato al Edgbaston Priory Club a Birmingham in Inghilterra,
dal 7 al 13 giugno 2004.

## Campionesse

### Singolare
Marija Šarapova ha battuto in finale  Tatiana Golovin con il punteggio di 4–6, 6–2, 6–1

### Doppio
Marija Kirilenko /  Marija Šarapova hanno battuto in finale  Lisa McShea /  Milagros Sequera con il punteggio di 6–2, 6–1